# Amphiprion thiellei
Amphiprion thiellei là một loài cá hề thuộc chi Amphiprion trong họ Cá thia, nhiều khả năng là có nguồn gốc từ việc lai tạp giữa hai loài trong tự nhiên. Loài này được mô tả lần đầu tiên vào năm 1981.

## Tình trạng phân loại
Kết quả nghiên cứu gần đây cho thấy, A. thiellei, cũng như Amphiprion leucokranos, nhiều khả năng là những biến thể lai giữa Amphiprion chrysopterus và Amphiprion sandaracinos, trong đó A. chrysopterus, loài có kích thước lớn hơn luôn giữ vai trò là cá mẹ.
Vì chỉ là những giống lai nên có vẻ như nhiều nhà khoa học không công nhận A. leucokranos và A. thiellei là những loài hợp lệ. Để giải quyết tình trạng phân loại của hai loài này đòi hỏi phải có nhiều nghiên cứu sâu hơn. Nếu A. leucokranos được công nhận là một loài hợp lệ, thì A. thiellei sẽ là danh pháp đồng nghĩa của A. leucokranos.

## Từ nguyên
Từ định danh được đặt theo tên của Mike Thielle, chủ cửa hàng cá cảnh Reef Encounter ở Hackensack, New Jersey (Hoa Kỳ), là người đã tặng một mẫu vật của loài cá này cho tác giả Burgess.

## Phạm vi phân bố
A. thiellei lần đầu tiên được biết đến qua hai mẫu vật được thu thập từ một cửa hàng bán cá cảnh được cho là có nguồn gốc từ đảo Cebu, Philippines (không chắc).
Không rõ những loài hải quỳ mà A. thiellei cùng sống cộng sinh.

## Mô tả
A. thiellei có chiều dài cơ thể tối đa được ghi nhận là 9 cm. A. thiellei có màu cam phớt đỏ với một dải sọc trắng ở hai bên đầu, nối liền với một đốm trắng hình bầu dục trên đỉnh đầu. Vây lưng sau và cuống đuôi trên cũng có một đốm trắng. A. thiellei có kiểu hình tương tự với A. leucokranos, nhưng A. leucokranos không có đốm trắng trên cuống đuôi.
Số gai ở vây lưng: 10–11; Số tia vây ở vây lưng: 16; Số gai ở vây hậu môn: 2; Số tia vây ở vây hậu môn: 14.

## Sinh thái học
Như những loài cá hề khác, A. thiellei cũng là một loài lưỡng tính tiền nam (cá cái trưởng thành đều phải trải qua giai đoạn là cá đực) nên cá đực thường có kích thước nhỏ hơn cá cái. Một con cá cái sẽ sống thành nhóm cùng với một con đực lớn (đảm nhận chức năng sinh sản) và nhiều con đực nhỏ hơn. Trứng được cá đực lớn bảo vệ và chăm sóc cho đến khi chúng nở.